# Định luật Green

Sự truyền của sóng dài cho thấy sự thay đổi của bước sóng và chiều cao sóng khi độ sâu mực nước giảm..

Trong động lực học lưu chất, định luật Green mô tả tiến triển của những sóng trọng trường có bề mặt sóng không vỡ truyền trong nước nông có độ sâu và bề ngang thay đổi dần dần. Định luật được đặt theo tên George Green. Ở dạng đơn giản nhất, trong trường hợp mặt sóng và đường bình độ sâu song song nhau (và với bờ biển), nó phát biểu như sau:
{\displaystyle H_{1}\,\cdot \,{\sqrt[{4}]{h_{1}}}=H_{2}\,\cdot \,{\sqrt[{4}]{h_{2}}}}   hoặc   {\displaystyle \left(H_{1}\right)^{4}\,\cdot \,h_{1}=\left(H_{2}\right)^{4}\,\cdot \,h_{2},}
với {\displaystyle H_{1}} và {\displaystyle H_{2}} là chiều cao sóng tại hai vị trí khác nhau – 1 và 2 tương ứng với nơi sóng truyền, và {\displaystyle h_{1}} và {\displaystyle h_{2}} là độ sâu trung bình tại cùng vị trí.
Định luật Green thường dùng trong kỹ thuật công trình biển để lập mô hình các sóng nước nông dài trên bờ biển, với "dài" có nghĩa là bước sóng khoảng hơn hai mươi lần độ sâu trung bình của nước. Sóng thần vào bờ (thay đổi độ cao của chúng) tuân theo định luật này, khi chúng lan truyền – bị tác động bởi khúc xạ và nhiễu xạ – qua đại dương và tràn lên thềm lục địa. Khi ở rất gần (và đã tràn lên) bờ biển, những ảnh hưởng phi tuyến trở thành yếu tố có tính quyết định và định luật Green không còn được áp dụng nữa.

## Mô tả

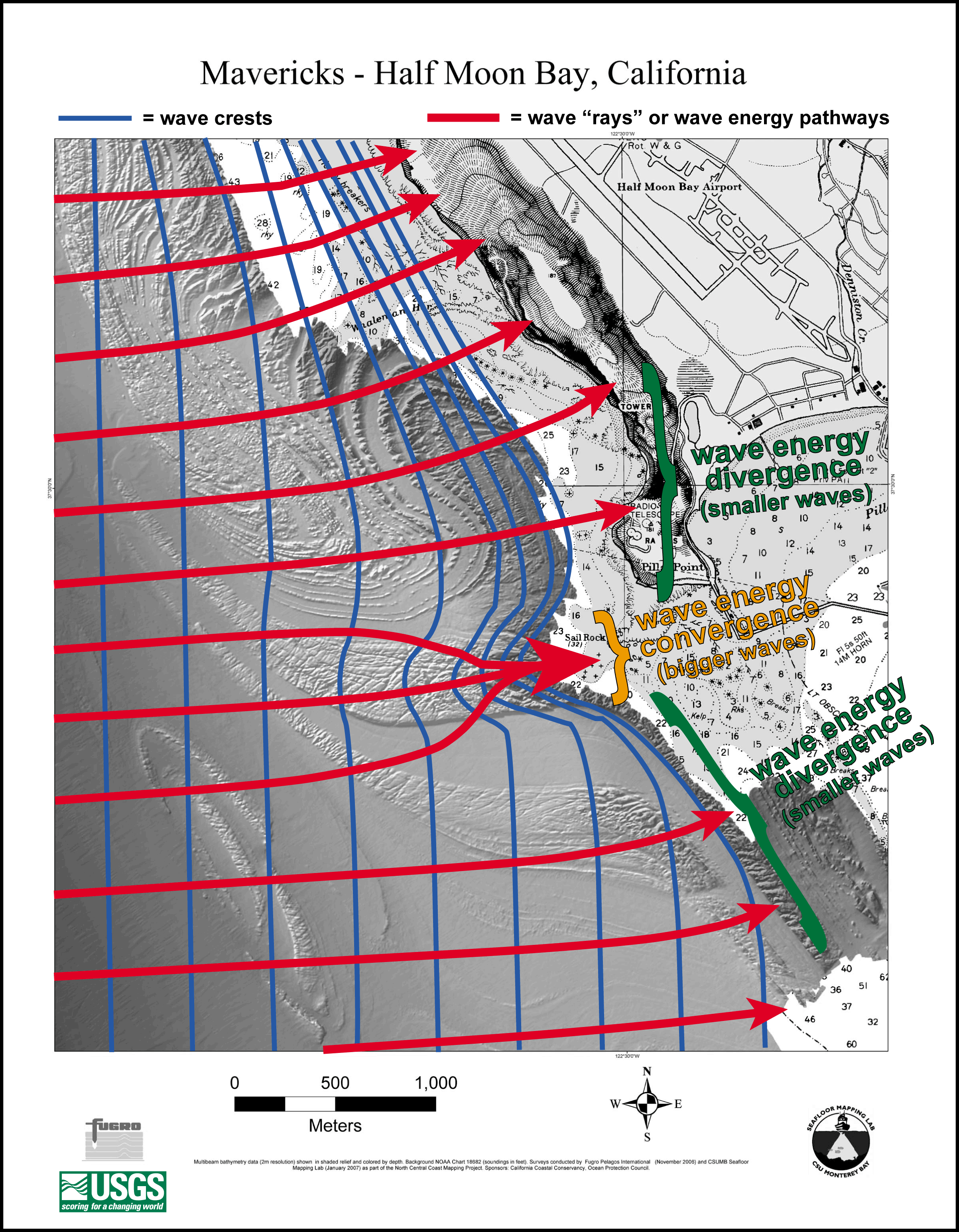
Hội tụ của các tia sóng (giảm chiều rộng) tại Mavericks, California, tạo ra những con sóng lướt cao. Các đường màu đỏ là những tia sóng; đường màu xanh là những mặt sóng. Khoảng cách giữa các tia sóng lân cận thay đổi về hướng bờ biển bởi vì khúc xạ gây ra bởi độ sâu (sự thay đổi độ sâu). Khoảng cách giữa các mặt sóng giảm dần theo hướng bờ biển bởi vì hiệu ứng nước nông (đang giảm độ sâu).

Theo định luật, dựa trên những phương trình nước nông tuyến tính, các biến đổi không gian của chiều cao sóng {\displaystyle H} (gấp đôi biên độ {\displaystyle a} đối với sóng sin, bằng biên độ đối với sóng đơn) đối với sóng đang di chuyển trong nước với độ sâu trung bình {\displaystyle h} và chiều rộng {\displaystyle b} (trong trường hợp kênh lộ thiên) thỏa mãn:
{\displaystyle H\,{\sqrt {b}}\,{\sqrt[{4}]{h}}={\text{constant}},}
trong đó {\displaystyle {\sqrt[{4}]{h}}} là căn bậc 4 của {\displaystyle h.} Do đó, khi tính cho hai mặt cắt ngang của một kênh lộ thiên, đặt tên là 1 và 2, thì chiều cao sóng trong mặt cắt 2 là:
{\displaystyle H_{2}={\sqrt {\frac {b_{1}}{b_{2}}}}\;{\sqrt[{4}]{\frac {h_{1}}{h_{2}}}}\;H_{1},}
với các chỉ số 1 và 2 dùng để chỉ cho các giá trị ở mặt cắt tương ứng. Vì thế, khi độ sâu giảm xuống 16 lần, thì sóng cao lên gấp đôi. Và chiều cao sóng tăng gấp đôi khi bề rộng kênh giảm dần 4 lần. Đối với phương truyền sóng vuông góc với đường bờ biển và các đường bình độ sâu song song với đường bờ biển, thì lấy {\displaystyle b} là một hằng số, có thể 1 mét hoặc yard.
Đối với những sóng dài khúc xạ trong đại dương hoặc gần bờ, bề rộng {\displaystyle b} có thể được hiểu là khoảng cách giữa các tia sóng. Các tia sóng (và những thay đổi khoảng cách giữa chúng) thỏa mãn từ quy tắc xấp xỉ trong quang hình học cho đến phương truyền sóng tuyến tính. Trong trường hợp các đường bình độ sâu song song và thẳng thì đơn giản hóa bằng việc sử dụng định luật Snell.
Green công bố những kết quả của ông vào năm 1838, dựa trên một phương pháp – phương pháp Liouville–Green – được phát triển thành những gì mà bây giờ gọi là xấp xỉ WKB. Định luật Green cũng đúng với sự bất biến của dòng năng lượng trung bình của sóng ngang đối với những sóng dài:
{\displaystyle b\,{\sqrt {gh}}\,{\tfrac {1}{8}}\rho gH^{2}={\text{constant}},}
trong đó {\displaystyle {\sqrt {gh}}} là vận tốc nhóm (bằng vận tốc pha trong sóng nước nông), {\displaystyle {\tfrac {1}{8}}\rho gH^{2}={\tfrac {1}{2}}\rho ga^{2}} là mật độ năng lượng trung bình của sóng được tính theo độ sâu và theo từng đơn vị diện tích ngang, {\displaystyle g} là gia tốc trọng trường và {\displaystyle \rho } là tỷ trọng nước.

### Bước sóng và chu kỳ
Hơn nữa, từ phân tích của Green, bước sóng {\displaystyle \lambda } ngắn dần khi vào vùng nước nông, với:
{\displaystyle {\frac {\lambda }{\sqrt {g\,h}}}={\text{constant}}}
dọc theo một tia sóng. Tần số của sóng nước nông không thay đổi, theo lý thuyết tuyến tính Green.

## Chú giải

### Green
- Green, G. (1838), "On the motion of waves in a variable canal of small depth and width", Transactions of the Cambridge  Philosophical Society, 6: 457–462, Bibcode:1838TCaPS...6..457G

### Khác
- Craik, A. D. D. (2004), "The origins of water wave theory", Annual Review of Fluid Mechanics, 36: 1–28, Bibcode:2004AnRFM..36....1C, doi:10.1146/annurev.fluid.36.050802.122118
- Dean, R. G.; Dalrymple, R. A. (1991), Water wave mechanics for engineers and scientists, Advanced Series on Ocean Engineering, quyển 2, World Scientific, ISBN 978-981-02-0420-4
- Didenkulova, I.; Pelinovsky, E.; Soomere, T. (2009), "Long surface wave dynamics along a convex bottom", Journal of Geophysical Research, 114 (C7): C07006, 14 pp., arXiv:0804.4369, Bibcode:2009JGRC..114.7006D, doi:10.1029/2008JC005027
- Lamb, H. (1993), Hydrodynamics (ấn bản thứ 6), Dover, ISBN 0-486-60256-7
- Satake, K. (2002), "28 – Tsunamis", trong Lee, W. H. K.; Kanamori, H.; Jennings, P. C.; Kisslinger, C. (biên tập), International Handbook of Earthquake and Engineering Seismology, International Geophysics, quyển 81, Part A, Academic Press, tr. 437–451, ISBN 978-0-12-440652-0
- Synolakis, C. E. (1991), "Tsunami runup on steep slopes: How good linear theory really is", Natural Hazards, 4 (2): 221–234, doi:10.1007/BF00162789
- Synolakis, C. E.; Skjelbreia, J. E. (1993), "Evolution of maximum amplitude of solitary waves on plane beaches", Journal of Waterway, Port, Coastal and Ocean Engineering, 119 (3): 323–342, doi:10.1061/(ASCE)0733-950X(1993)119:3(323)

Bản mẫu:Physical oceanography